# Melbourne Rebels
I Melbourne Rebels sono stati un club australiano di rugby a 15; fondato nel 2007 e ammesso al campionato SANZAR del Super Rugby dall'edizione 2011, rappresentano lo Stato del Victoria e, a differenza delle altre quattro squadre australiane già presenti nel torneo (i Brumbies di Canberra, i Reds di Brisbane, i Waratahs di Sydney e i Western Force di Perth), essi non sono una squadra gestita dalle varie propaggini statali della federazione rugbistica australiana, ma un club la cui proprietà è esterna alla Federazione.
Disputa le gare interne all'AAMI Park di Melbourne, inaugurato il 7 maggio 2010.
La squadra prende il nome dall'omonimo club che nel 2007 partecipò all'Australian Rugby Championship, competizione nazionale professionistica intermedia tra il campionato provinciale e il Super Rugby, e che nell'unica edizione tenutasi di tale torneo giunse fino alla finale; nonostante lo stesso nome, il club attuale non ha alcun rapporto con quello esistente all'epoca.
Al termine della stagione 2024 la federazione australiana ha ritirato la licenza alla franchigia.

## Storia

### Il rugby a Victoria
Le prime esperienze databili di rugby nello Stato di Victoria risalgono al 1857 ma, stando ai resoconti, il gioco non riscuoteva sufficiente successo e se ne sviluppò una variante, oggi nota come football australiano; diversi tentativi di rivitalizzare il gioco in quello Stato, il più meridionale d'Australia, non ebbero successo per molto tempo: dapprima si tentò di operare una fusione con il Nuovo Galles del Sud; a seguire, di ricostituire un club su iniziativa di un inglese emigrato nell'allora colonia britannica; a tener vivo l'interesse per il rugby furono principalmente gli inglesi di stanza in quello che era l'avamposto più meridionale dell'Impero.
Nel 1890 iniziò anche l'attività di club anche se un quotidiano dell'epoca sottolineava che la base tecnica era fornita principalmente da elementi provenienti dalla madrepatria britannica, dal Nuovo Galles del Sud e dalla Nuova Zelanda; finalmente nel 1908 nacque la Victorian Rugby Union, sezione territoriale della federazione australiana, con lo scopo di organizzare un incontro dei locali contro gli Wallabies di passaggio a Melbourne per imbarcarsi per l'Europa e lì affrontare un tour nel Regno Unito.
Successivamente i club dello Stato diedero vita a un campionato provinciale; da allora, nonostante la concorrenza del football australiano, il rugby a 15 ha mantenuto un certo seguito, sebbene non paragonabile a quello goduto nel Nuovo Galles del Sud e nel Queensland, rappresentati fin dall'inizio nel Super 12.
Oggi la Victorian Rugby Union conta 25 club nelle competizioni ufficiali nazionali e provinciali; ebbe una squadra nell'effimero Australian Rugby Championship, il primo campionato nazionale professionistico tenutosi in Australia benché in edizione unica nel 2007, e in cui la squadra di Melbourne (anch'essa chiamata Rebels) giunse in finale; inoltre, già nel 2004 partecipò alla gara per entrare nell'allora Super 12, poi aggiudicata al Western Force di Perth.

### La nascita del club
Il professionismo introdotto nel 1995 portò le federazioni australiana, neozelandese e sudafricana a consorziarsi per formare un'unica Lega professionistica, il Super Rugby SANZAR, originariamente a 12 squadre (cinque neozelandesi, quattro sudafricane e tre australiane); quando nel 2004 fu deciso di allargare il Super 12 a 14 squadre (una sudafricana e una australiana), le candidature per la squadra australiana riguardarono Perth e Melbourne: nel dicembre 2004 la federazione decise di scegliere il Western Force, franchise federale espressione dell'Australia Occidentale.

Il logo dei Melbourne Rebels del 2007

All'inizio del 2009 il SANZAR decise di ampliare a 15 squadre il campionato a partire dalla stagione 2011: fu inizialmente presa in considerazione l'idea che fossero Sudafrica e Australia a contendersi la quindicesima squadra (la città candidata in Sudafrica era Port Elizabeth), tuttavia alcune considerazioni di carattere economico (l'incremento dei costi con una sesta franchise sudafricana, per via dei maggiori trasferimenti, fu quantificato in circa 720.000 dollari neozelandesi all'anno, circa 300.000 euro) indussero il SANZAR a portare a cinque le squadre per ogni Paese affiliato; la scelta ricadde quindi su Melbourne.
I capitali e la dirigenza del club, a differenza delle altre quattro franchigie australiane, sono esterni alla Federazione; il club è infatti proprietà di una holding guidata dall'imprenditore Harold Mitchell; la federazione dello Stato di Victoria non è coinvolta alla pari come nel caso delle altre franchise australiane, ma è solamente un azionista dei Rebels e la federazione australiana ha dichiarato di non avere più coinvolgimento in tale nuova squadra di quanta non ne abbia nelle altre quattro, benché queste ultime più direttamente riferibili alla struttura federale.
Non sono tuttavia mancati pareri contrari all'allargamento del torneo, principalmente per motivi tecnici: l'ex giocatore internazionale, poi allenatore, Eddie Jones ha sostenuto che le motivazioni che hanno spinto all'ampliamento sono solo «legate ai diritti televisivi» e che aggiungere una quinta squadra «nel momento in cui il torneo stava raggiungendo una massa critica di otto-nove squadre competitive con pari opportunità di vincere il titolo» significa «indebolire ulteriormente le due squadre australiane meno forti; non è pensabile avere cinque squadre nel Super Rugby, perché nel medio termine, 10-15 anni, questo sarà un male anche per la Nazionale».

## Cronologia
| Cronistoria dei Melbourne Rebels |
| --- |
| - 2010 · Costituzione della franchigia dei Melbourne Rebels - 2011 · 5º Australian Conference Super Rugby - 2012 · 4º Australian Conference Super Rugby - 2013 · 4º Australian Conference Super Rugby - 2014 · 5º Australian Conference Super Rugby - 2015 · 3º Australian Conference Super Rugby - 2016 · 3º Australia Conference Super Rugby - 2017 · 5º Australia Conference Super Rugby - 2018 · 2º Australian Conference Super Rugby - 2019 · 2º Australian Conference Super Rugby - 2020 · Australian Conference Super Rugby |

## Colori e simboli
Simbolo e tenute di gioco sono state presentate ufficialmente il 2 agosto 2010.
Il simbolo è uno scudo diviso in cinque settori di larghezza decrescente, ciascuno riportante una stella, anch'essa di grandezza decrescente, analogamente ai cinque astri che costituiscono la costellazione della Croce del Sud, caratteristica dell'emisfero australe; il colore della tenuta è blu con due strisce rosse dal colletto alle spalle e inserti bianchi ai fianchi, come il colore dello Stato di Victoria, di cui Melbourne è capitale: sul fronte della maglietta, in bianco, sono riportate le cinque stelle in ordine di grandezza decrescente.

## Stadio
L'impianto è l'AAMI Park, la cui costruzione è stata ultimata nel 2009 e la cui inaugurazione è avvenuta nel maggio 2010 ed il cui nome deriva dallo sponsor, il gruppo assicurativo automobilistico AAMI (Australian Associated Motor Insurers Limited, di proprietà della Suncorp), che si è aggiudicato i diritti commerciali. Lo stadio è utilizzato anche dalla squadra dirugby a 13 dei Storm ed dalle delle due squadre di calcio di Melbourne: Victory e Heart.
Capace di 30.500 posti coperti, al progetto ha partecipato anche Al Baxter il quale, oltre a essere un rugbista internazionale per l'Australia e giocatore di spicco della compagine dei Waratahs, è anche un noto architetto.

## Allenatori
- 2011  Rod Macqueen
- 2012-2013  Damien Hill
- 2014-2017  Tony McGahan
- 2018-2021  David Wessels
- 2021-  Kevin Foote

## Giocatori
In occasione dell'allestimento della formazione per il Super 14, in via eccezionale e come misura di startup, al club è stato permesso di reclutare 10 giocatori dall'estero, contro i solo 2 permessi alle altre squadre australiane; come contropartita, al club è stato tuttavia fatto divieto di trattare l'ingaggio di giocatori di interesse nazionale militanti nella Nazionale Australiana di proprietà delle altre quattro squadre, fino alla fine del Super 14 2010; l'attenzione del club si è quindi rivolta, nella fase di formazione di un primo nucleo di giocatori, sia a rugbisti stranieri che ad australiani che militavano in Europa. Tra i quali l'inglese Danny Cipriani e il gallese Gareth Delve, entrambi internazionali per i rispettivi Paesi, Sam Cordingley, australiano in forza ai francesi del Grenoble. Tra gli altri acquisti anche Adam Freier, Wallaby temporaneamente fuori dal giro della Nazionale, Stirling Mortlock, a fine contratto con i Brumbies e quindi trattabile, ingaggiato con contratto triennale, così come Julian Huxley, tornato a giocare dopo un'operazione di rimozione di un tumore cerebrale.